# Pycnogonum cataphractum
Pycnogonum cataphractum is een zeespin uit de familie Pycnogonidae. De soort behoort tot het geslacht Pycnogonum. Pycnogonum cataphractum werd in 1902 voor het eerst wetenschappelijk beschreven door Mobius. 